# Diocèse de Juigalpa
Le diocèse de Juigalpa (en latin : Dioecesis Iuigalpensis ; en espagnol : Diócesis de Juigalpa) est un diocèse de l'Église catholique du Nicaragua, suffragant de l'archidiocèse de Managua.

## Territoire
Le diocèse est situé sur les départements de Chontales et Río San Juan avec un territoire d'une superficie de 14 022 km2 divisé en 29 paroisses. Le siège épiscopal est à Juigalpa où se trouve la cathédrale de Notre-Dame de l'Assomption.
Le sanctuaire de Notre-Dame-de-Cuapa à San Francisco de Cuapa est un lieu de pèlerinage à la Vierge. Il est reconnu comme sanctuaire national en 2013 par la conférence épiscopale du Nicaragua.

## Histoire
La prélature territoriale de Juigalpa est érigé le 21 juillet 1962 par la constitution apostolique Christi voluntas du pape Jean XXIII en prenant sur le territoire du diocèse de Granada.
Le 30 avril 1991, la prélature est élevée au rang de diocèse par la constitution apostolique Dilectis sane du pape Jean-Paul II.

## Évêques
- Julián Luis Barni Spotti, O.F.M (1962-1970) nommé évêque du diocèse de Matagalpa
- Pablo Antonio Vega Mantilla (1970-1993)
- Bernardo Hombach Lütkermeier (1995-2003) nommé évêque du diocèse de Granada
- René Sócrates Sándigo Jirón (2004-2019) nommé évêque du diocèse de León en Nicaragua
- Marcial Humberto Guzmán Saballos (2020- )